# 齊諾弄蝶屬
齊諾弄蝶屬（學名：Zenonia）是弄蝶亞科刺脛弄蝶族裡的一個屬。共有3個物種，廣泛分佈於非洲。

## 物種
- 阿娜齊諾弄蝶 Z. anax
- Z. crasta
- 齊諾弄蝶 Z. zeno

## 腳註
1. ↑  Brower, Andrew V. Z. 2007. Zenonia Evans 1935. Version 04 March 2007 (under construction). http://tolweb.org/Zenonia/94972/2007.03.04 （页面存档备份，存于） in The Tree of Life Web Project, http://tolweb.org/ （页面存档备份，存于）

## 外部連結
- 维基共享资源上的相關多媒體資源：齊諾弄蝶屬
- Zenonia （页面存档备份，存于） - funet.fi